# Museu de la Paraula
El Museu de la Paraula - Arxiu de la Memòria Oral Valenciana és un arxiu audiovisual en línia de dades biogràfiques realitzat pel Museu Valencià d'Etnologia en col·laboració amb l'Acadèmia Valenciana de la Llengua (AVL), sorgit de la signatura d'un conveni de col·laboració d'ambdues institucions l'any 2016. Ambdues institucions són propietàries dels arxius i de la base de dades del projecte, estant compromeses a intercanviar-se els fons que cadascuna d'elles ha anat recopilant al llarg del temps.
Està format per vora 400 entrevistes enregistrades en format digital, transcrites, indexades i disponibles per a consulta en internet. L'Acadèmia Valenciana de la Llengua va posar a disposició del projecte el seu fons d'entrevistes fetes a escriptors, intel·lectuals i personalitats valencianes, i a més, va donar suport tècnic lingüístic a totes les accions derivades de la signatura del conveni de col·laboració del qual va sorgir al Museu de la Paraula.
El projecte té per objectiu recopilar, estudiar i difondre la memòria oral dels valencians mitjançant entrevistes biogràfiques obertes amb voluntat de relat rememoratiu. La primera entrevista recopilada data de l'any 2002 i el projecte es va dur a terme durant una dècada, rebent un fort reforç amb la signatura del conveni amb la AVL.
El projecte del museu utilitza Dédalo com a suport informàtic.